# Virtueel toerisme
Virtueel toerisme is een vorm van toerisme waarbij mensen surfen op het internet of boeken, tijdschriften of krantenartikels lezen die met reizen te maken hebben. Ook genieten van toeristische tv-programma's of natuurdocumentaires kan bij deze passieve vorm van toerisme gerekend worden.
Het is een economische activiteit die ervoor zorgt dat journalisten, fotografen, geografen en schrijvers tewerkgesteld kunnen worden. Het is ook een activiteit die gerelateerd is met de op de natuur gebaseerde of door mensen geholpen natuurrecreatie, wat ook het avontuurtoerisme inhoudt.
De panoramische en virtuele tours worden vaak gebruikt om een variëteit aan video's en fotografisch materiaal samen te brengen. Het woord panoramisch betekent hier dat het een ononderbroken zicht is. Het is ofwel een serie van foto's of verschillende video's bij elkaar. Toch wordt hierbij meest de eerste vorm gebruikt, een compositie van verschillende panoramafoto's dus.
Virtuele reizen worden gecreëerd door een aantal foto's, genomen vanop eenzelfde punt, die aan elkaar gezet worden met behulp van speciale software. De films daarentegen worden allemaal op een goede grootte gezet om het "reizen" zo aangenaam mogelijk te maken. Sommige panografen voegen zelfs punten toe waarop de surfer kan klikken en voegen mappen en plannen toe.
Dit alles kan ook als voorbereiding dienen voor echt reizen. Men kan zo uiteindelijk weloverdacht de bestemming van zijn reis vastleggen en uitmaken wat men wil zien.